# Transept
Transept (novolatinski) je, u crkvenom graditeljstvu, poprečni brod položen okomito na uzdužne brodove crkve tako da razdvaja svetište (uključujući oltar, apsidu, kor, prezbiterij ili katedru) od ostalog dijela crkve (brod) i daje tlocrtu obliku latinskog križa. Na sjecištu transepta i glavnog broda se često uzdiže središnji toranj ili kupola. Poput zidova uzdužnih brodova, i transept može biti ukrašen prozorima, vitrajima, rozetama i reljefima.
Transept se javio u ranokršćanstvu ali procvat doživljava u romaničkoj i gotičkoj arhitekturi
Ako kraci (ili ruke) transepta ne izlaze daleko od zidova uzdužnog broda, nastaje tzv. centralna crkva s upisanim "grčkim križem" s kracima jednake dužine; češća u pravoslavnim crkvama. 
"Transept" imaju i neke svjetovne građevine, poput Kristalne palače na Svjetskoj izložbi u Londonu 1851. godine. 
Tako se naziva i dugi prolaz između dvije građevine, poput onih u metroima ili sličnim građevinama, gdje je transept podzemni prolaz, ili most, koji se pruža između dvije željezničke platforme.  

## Poveznice
- Brod (arhitektura)
- Apsida
- Deambulatorij
- Narteks